# Víctor Fatecha
Víctor Fatecha (ur. 10 marca 1988 w Concepción) – paragwajski lekkoatleta specjalizujący się w rzucie oszczepem.
W 2008 roku uczestniczył w olimpijskim konkursie w Pekinie – z wynikiem 71,58 nie awansował do finału. Brązowy medalista mistrzostw świata juniorów młodszych (2005). Dwukrotnie startował w mistrzostwach świata juniorów (Grosseto 2004 oraz Pekin 2006). W 2006 zdobył srebrny medal mistrzostw Ameryki Południowej, w 2011 wywalczył brąz tej imprezy, a dwa lata później stanął na najwyższym stopniu podium. Trzy razy bez powodzenia startował w mistrzostwach świata – Osaka 2007, Berlin 2009 oraz Moskwa 2013. Medalista mistrzostw kontynentu w juniorskich kategoriach wiekowych.
Rekord życiowy: 79,03 (15 sierpnia 2013, Moskwa). Fatecha jest aktualnym rekordzistą Ameryki Południowej juniorów (78,01 w 2007).

## Osiągnięcia
| Rok  | Impreza                                     | Miejsce             | Pozycja           | Wynik |
| ---- | ------------------------------------------- | ------------------- | ----------------- | ----- |
| 2003 | Mistrzostwa świata juniorów młodszych       | Sherbrooke          | el. – 9. miejsce  | 65,07 |
| 2004 | Mistrzostwa świata juniorów                 | Grosseto            | el. – 11. miejsce | 64,45 |
| 2005 | Mistrzostwa świata juniorów młodszych       | Marrakesz           | 3. miejsce        | 77,21 |
| 2006 | Mistrzostwa świata juniorów                 | Pekin               | 4. miejsce        | 75,64 |
| 2006 | Mistrzostwa Ameryki Południowej             | Tunja               | 2. miejsce        | 76,79 |
| 2007 | Mistrzostwa świata                          | Osaka               | el. – 32. miejsce | 73,55 |
| 2008 | Igrzyska olimpijskie                        | Pekin               | el. – 16. miejsce | 71,58 |
| 2008 | Młodzieżowe mistrzostwa Ameryki Południowej | Lima                | 2. miejsce        | 69,69 |
| 2009 | Mistrzostwa świata                          | Berlin              | el. – 41. miejsce | 68,65 |
| 2010 | Młodzieżowe mistrzostwa Ameryki Południowej | Medellín            | 1. miejsce        | 73,22 |
| 2010 | Mistrzostwa ibero-amerykańskie              | San Fernando        | 2. miejsce        | 76,34 |
| 2011 | Mistrzostwa Ameryki Południowej             | Buenos Aires        | 3. miejsce        | 72,51 |
| 2011 | Igrzyska panamerykańskie                    | Guadalajara         | 5. miejsce        | 76,92 |
| 2012 | Mistrzostwa ibero-amerykańskie              | Barquisimeto        | 3. miejsce        | 76,48 |
| 2013 | Mistrzostwa Ameryki Południowej             | Cartagena de Indias | 1. miejsce        | 76,14 |
| 2013 | Mistrzostwa świata                          | Moskwa              | el. – 17. miejsce | 79,03 |
| 2013 | Igrzyska boliwaryjskie                      | Trujillo            | 1. miejsce        | 74,49 |
| 2014 | Igrzyska Ameryki Południowej                | Santiago            | 1. miejsce        | 76,09 |
| 2014 | Mistrzostwa ibero-amerykańskie              | São Paulo           | 3. miejsce        | 74,73 |
| 2015 | Mistrzostwa Ameryki Południowej             | Lima                | 6. miejsce        | 68,72 |
| 2015 | Igrzyska panamerykańskie                    | Toronto             | 10. miejsce       | 73,81 |
| 2016 | Mistrzostwa ibero-amerykańskie              | Rio de Janeiro      | 5. miejsce        | 73,78 |
| 2017 | Mistrzostwa Ameryki Południowej             | Asunción            | 3. miejsce        | 74,57 |